# Пуаро ведёт следствие
«Пуаро ведёт следствие» (англ. Poirot Investigates) — сборник рассказов Агаты Кристи, состоящий из одиннадцати рассказов с участием ее серийного героя Эркюля Пуаро и впервые опубликованный в 1924 году.
Суперобложка первого издания с «Портретом Эркюля Пуаро» английского художника Уильяма Смитсона Броадхеда (Broadhead Smithson William; 1888—1960), в утреннем костюме с тростью была продана в 2019 году за более чем 40 000 фунтов, и стала самой дорогой вещью, имеющей отношение к Кристи.

## Общая информация
Содержание сборника
1. Приключение «Звезды Запада» (The Adventure of the Western Star)
2. Трагедия в Масдон Мэйнор (The Tragedy at Marsdon Manor)
3. Слишком дешёвая квартира (The Adventure of the Cheap Flat)
4. Тайна охотничьей сторожки (The Mystery of the Hunters Lodge)
5. Украденный миллион (The Million Dollar Bond Robbery)
6. Тайна египетской гробницы (The Adventure of the Egyptian Tomb)
7. Кража в Гранд-отеле (The Jewel Robbery at the Grand Metropolita)
8. Похищение премьер-министра (The Kidnapped Prime Minister)
9. Исчезновение мистера Давенхейма (The Disappearance of Mr Davenheim)
10. Случай с итальянским вельможей (The Adventure of the Italian Nobleman)
11. Загадочное завещание (The Case of the Missing Will)

Переводы на русский язык
- П. В. Рубцов

Русские ISBN
- 5-9524-0130-9
- 5-9524-0043-4
- 5-227-00641-5

## Приключения «Звезды Запада»
Аннотация
Эркюль Пуаро берется за расследование шантажа известной киноактрисы Мэри Марвелл, который может привести к краже бриллианта. К чему это приведет…
Место действия
- Лондон

Действующие лица, имеющие хотя бы одну реплику в произведении
- Эркюль Пуаро
- Капитан Гастингс
- Мэри Марвелл — киноактриса
- Грегори Б.Рольф — киноактер, муж Мэри Марвелл
- Миссис Марчесон — экономка Пуаро
- Леди Мод Ярдли
- Лорд Джордж Ярдли
- Малинз — дворецкий четы Ярдли

## Трагедия в поместье Марсдон
Аннотация
Эркюль Пуаро по просьбе страхового общества «Северный Союз» берётся расследовать случай загадочной смерти мистера Мальтравеса, незадолго до смерти застраховавшего свою жизнь на крупную сумму…
Место действия
- Англия, графство Эссекс

Жертва
- мистер Мальтравес

Метод убийства
- выстрел из малокалиберного ружья

Действующие лица, имеющие хотя бы одну реплику в произведении
- Эркюль Пуаро
- Капитан Гастингс
- Ральф Бернард — врач
- миссис Мальтравес — вдова умершего мистера Мальтравеса
- капитан Блэйк — знакомый семейной четы Мальтравес

## Загадка дешёвой квартиры
Аннотация
Эркюль Пуаро, заинтересовавшись историей о найме дешёвой квартиры, рассказанной Гастингсом, вновь затевает расследование, что приводит к неожиданному результату…
Место действия
- Лондон

Действующие лица, имеющие хотя бы одну реплику в произведении
- Эркюль Пуаро
- Капитан Гастингс
- Джеральд Паркер — друг Гастингса
- Миссис Стелла Робинсон
- Элси Фергюсон, подруга миссис Робинсон
- Привратник дома на Монтегю
- Мистер Берт — агент секретной службы США
- Мужчина из дома в Сент-Джонсвуд
- Эльза Хардт
- Инспектор Джепп

## Загадка «Охотничьего приюта»
Аннотация
Эркюль Пуаро по просьбе Роджера Хэверинга начинает расследование убийства его дяди, Хэррингтона Пейса… Но не всё так просто, как кажется с первого взгляда. Справедливость всегда торжествует…
Место действия
- Дербшир, Англия

Жертва
- Хэррингтон Пейс

Метод убийства
- Выстрел из револьвера

Действующие лица, имеющие хотя бы одну реплику в произведении
- Эркюль Пуаро
- капитан Гастингс
- инспектор Джепп
- Роджер Хэверинг
- Зоя Хэверинг — жена Роджера Хэверинга

## Ограбление на миллион долларов
Аннотация
Пуаро берется за расследование загадочной пропажи облигаций общей стоимостью более миллиона…
Место действия
- Лондон
- Ливерпуль

Действующие лица, имеющие хотя бы одну реплику в произведении
- Эркюль Пуаро
- капитан Гастингс
- домохозяйка
- мисс Эсме Фаркуар
- мистер Филипп Риджвей — жених Эсме Фаркуар
- мистер Вавасур — дядя Филиппа Риджвея, ген.директор Лондонского и Шотландского банка
- мистер Шоу — ген.директор Лондонского и Шотландского банка

## Тайна египетской гробницы
Аннотация
При раскопках гробницы египетского фараона происходит ряд загадочных смертей. Пуаро по просьбе вдовы умершего начинает расследование…
Место действия
- Лондон
- Каир

Жертвы
- Джон Уильярд — археолог
- Мистер Блайнбер — археолог
- Мистер Шнайдер — эксперт музея Метрополитен

Метод убийства
- отравление ядом

Жертвы, покончившие жизнь самоубийством
- Доктор Эймс — доктор
- Рупер Блайнбер — племянник мистера Блайнбера

Действующие лица, и

## Кража драгоценностей в «Гранд Метрополитан»
Аннотация
И даже на отдыхе Эркюлю Пуаро не удаётся отойти от своих дел. Отдыхая в Гранд-Отеле, Пуаро раскрывает кражу дорогостоящего ожерелья.
Место действия
- Лондон
- Брайтон

Действующие лица, имеющие хотя бы одну реплику в произведении
- Эркюль Пуаро
- капитан Гастингс
- миссис Опальзен
- мистер Эд Опальзен
- инспектор полиции
- Селестина — камеристка миссис Опальзен
- горничная отеля «Гранд Метрополитен»
- сотрудница полиции

## Похищение премьер-министра
Аннотация
Пуаро берётся за весьма деликатное дело — расследование похищения премьер-министра Великобритании.
Место действия
- Лондон
- Дувр
- Виндзор
- Хэмпстед

Действующие лица, имеющие хотя бы одну реплику в произведении
- Эркюль Пуаро
- капитан Гастингс
- домохозяйка
- лорд Эстер — глава палаты общин
- сэр Бернард Додж — член военного кабинета
- офицер
- инспектор Джепп
- майор Норманн
- детектив Барнс
- капитан Лайол

## Исчезновение мистера Дэвенхейма
Аннотация
Затеяв спор с Джеппом, Пуаро с лёгкостью распутывает дело об исчезновении мистера Давенхейма.
Место действия
- Лондон

Действующие лица, имеющие хотя бы одну реплику в произведении
- Эркюль Пуаро
- капитан Гастингс
- инспектор Джепп

## Приключения итальянского аристократа
Аннотация
Странный звонок соседу Пуаро говорит о новом преступлении. Пуаро берётся за расследование…
Место действия
- Лондон

Жертва
- граф Фоскатини

Метод убийства
- удар тупым предметом — мраморной статуэткой

Действующие лица, имеющие хотя бы одну реплику в произведении
- Эркюль Пуаро
- капитан Гастингс
- мистер Хокер — врач, сосед Пуаро
- мисс Райдер — экономка мистера Хокера
- Роберте — лифтёр
- владелец дома
- работник кухни
- Грейвз — слуга графа Фоскатини
- инспектор полиции
- синьор Асканио

## Дело об исчезнувшем завещании
Аннотация
Пуаро берётся за разгадку смысла загадочного завещания…
Место действия
- Лондон

Действующие лица, имеющие хотя бы одну реплику в произведении
- Эркюль Пуаро
- капитан Гастингс
- мисс Вайолет Марш
- мистер Джим Бэйкер
- миссис Бэйкер
- Хоган — мастер